# 愛媛県道293号猿鳴平城線
愛媛県道293号猿鳴平城線（えひめけんどう293ごう さるなぎひらじょうせん）は、愛媛県南宇和郡愛南町を通る一般県道である。

## 概要
南宇和郡愛南町猿鳴から南宇和郡愛南町御荘平城に至る。

### 路線データ
- 起点：南宇和郡愛南町猿鳴
- 終点：南宇和郡愛南町御荘平城（国道56号交点）
- 総延長：14.9 km

## 地理

### 通過する自治体
- 愛媛県
  - 南宇和郡愛南町

### 交差する道路
| 交差する道路            | 交差する場所 | 交差する場所 |
| ----------------------- | ------------ | ------------ |
| 愛媛県道294号中浦西海線 | 中浦         |              |
| 国道56号 国道320号 重複 | 御荘平城     | 終点         |

### 沿線
- 南レク香木園
- 老人保健施設なんぐん館
- 赤水簡易郵便局
- 中浦郵便局
- 御荘湾